# 韩雄
韩雄（？—568年），史书作字木兰，墓志则作名木兰，河南郡东垣县（今河南省洛阳市新安县）人，西魏、北周官员。

## 生平

### 背景和早期仕途
祖父韩景，北魏孝文帝时为赭阳郡守。
韩雄少年时敢勇，膂力绝人，善于骑射，有将帅材略。北魏孝武帝西奔，北魏分裂为东魏和西魏，韩雄便慷慨有立功之志。大统初年（535年），与六十余人于洛西举兵，数日间，举众至千人，与河南行台杨琚共为掎角。每次抄掠东魏，都有斩获，徒众日益强盛，东魏州县抵御。大统三年（537年），东魏洛州刺史韩贤上奏其事，东魏朝廷于是遣军司慕容绍宗率兵与韩贤合势讨伐韩雄。十月，数十次作战后，韩雄的军队没了，其兄及妻儿皆为韩贤所获，将被处决。韩贤遣人告诉韩雄，只要他前来，就能让韩雄被俘的家属免死。韩雄与亲近者图谋，认为自己立功是为了体现忠义和让亲戚显贵，如果不顾家属，会被谴责，等让家属免死了还能再想办法。于是他去韩贤军中，随韩贤回洛州，秘密诱惑韩贤的党羽，图谋袭击韩贤。事泄，韩雄逃跑得免。

### 投效西魏
韩雄逃跑后去弘农郡投奔西魏权臣宇文泰。宇文泰嘉奖他，封武阳县侯，食邑八百户；遣韩雄回乡再图进取。韩雄于是召集部众，进逼洛州。同月，韩贤遇刺身亡，东魏新任洛州刺史元湛弃州奔河阳，其长史孟彦举城归附。随后领军将军独孤信大军来到，韩雄于是随独孤信进入洛阳。大统四年（538年），东魏将侯景等围蓼坞，韩雄将其击退。又随宇文泰参加河桥之战。班师后，仍镇守洛西。拜假平东将军、东郡守，迁北中郎将。在大统九年（543年）的邙山之战中，宇文泰命韩雄率众在隘道截击东魏权臣高欢。高欢怒，命三军并力攻打韩雄，韩雄突围得免。行新安县事陈忻又与韩雄等依山行军，合力破东魏三城，斩金门郡守方台洛。韩雄被除授东徐州刺史。宇文泰认为韩雄劳苦多年，于是征他入朝，屡加赏赐慰劳，又遣他回治所。
陈忻与韩雄从小就是邻居和姻亲，互相亲昵，一起在边境统兵三十余年，每次御敌两人都一起前去，如影随形，故数次对抗劲敌而能够常保功名。虽然两个人都有武力，但陈忻的射术不如韩雄，而陈忻能够散财施惠得士众心也是韩雄所不如的。后来陈忻任宜阳郡守，多次与韩雄入侵东魏，但曾被东魏阳州刺史卢勇大败。
东魏东雍州刺史郭叔略与韩雄治所接壤，多次入侵。韩雄秘密图谋他，就轻身带着十骑趁夜入其境内，在路边埋伏；派都督韩仕在郭叔略治所城东穿东魏人衣服，装作从河阳叛投西魏的人。郭叔略骑马出城追杀，韩雄从他后面用箭射他，屡次射箭都射中，于是斩下郭叔略首级。除授河南尹，进爵为公，加车骑大将军、仪同三司、大都督、散骑常侍。不久进骠骑大将军、开府仪同三司、侍中、河南邑中正。

### 效力北周
557年北周孝闵帝代西魏登基后，韩雄进爵新义郡公，增食邑到三千八百户，赐姓宇文氏。明帝二年（558年），除授使持节、都督、中徐虞洛四州诸军事、中州刺史。
北齐取代东魏后，北齐洛州刺史独孤永业自称有智谋，往来两国边境，陈忻与韩雄等经常令间谍窥伺其动静，齐军每次入侵都被北周击破，故独孤永业很害怕陈忻等，不敢入寇。
韩雄久在边境，都知道敌人的虚实。每次率众深入，都不避艰难。前后经历四十五战，虽各有胜负，但韩雄的志气越来越壮烈。东魏、北齐很害怕他。天和三年（568年）不迟于十一月，卒于中州任上。赠大将军、中华宜义和五州诸军事、中州刺史，谥威。天和三年岁次戊子十一月壬辰朔十八日己酉（568年12月22日）下葬。
有《周使持节大将军大都督新义郡开国公韩木兰墓志》，但墓志仅云“周使持节大将军大都督新义郡开国公讳木兰。天和三年岁次戊子十一月壬辰朔十八日己酉铭”，并未叙述籍贯、事迹等。

## 家庭

### 子女
- 韩擒虎，隋朝上柱国、新义郡公
- 韩僧寿，隋朝上柱国、新蔡郡公
- 韩洪，隋朝柱国、金紫光禄大夫、陇西郡太守、甘棠县公
- 韩氏，嫁隋朝开府仪同三司、赵郡太守、定襄道总管、永康襄公李诠

## 评价
- 《北史》：豆卢宁、杨绍、王雅、韩雄等，或攀翼云汉，底绩屯夷，虽运移年代，而名成终始，美矣哉！（追随贵人，艰难获得成功，即使遭遇乱世，但终究成名，美啊！）[1]

## 延伸阅读
[在维基数据编辑]
 《周書/卷43》，出自令狐德棻《周書》
 《北史·卷068》，出自李延壽《北史》